# 外套と短剣
外套と短剣（がいとうとたんけん、クローク&ダガー、Cloak and dagger）とは、スパイ・ミステリー・暗殺といった要素を内包するシチュエーションを言及する言葉。

## 概略
「外套と短剣」という言葉が使われ出したのは19世紀初期のことである。フランス語のde cape et d'epeeおよびスペイン語のComedia de capa y espada（マントと剣の喜劇）からの英訳で、元々は、主要登場人物が外套を着て、剣を携帯している演劇のジャンルを意味した。1840年に、ロングフェローはこう書いている。「午後、カルデロンの『淑女「ドゥエンテ」』を読む……"外套と短剣"のすばらしい喜劇だ」。チャールズ・ディケンズも翌年にこの言葉を使った。

## さまざまな「外套と短剣」

### 音楽
- アップセッターズのアルバム『Cloak and Dagger』（1973年）
- キャメルの楽曲『Cloak and Dagger Man』（1984年。アルバム『Stationary Traveller』収録）
- ニック・カーショウ（Nik Kershaw）の楽曲『クローク・アンド・ダガー』（1984年。アルバム『ヒューマン・レーシング（Human Racing）』収録）
- ブラック・サバスの楽曲『Cloak and Dagger』（1989年。アルバム『ヘッドレス・クロス（Headless Cross）』のピクチャー・ディスク版にのみ収録）
- スウェーデンのレゲエ・バンド、Kalle Baahの楽曲『Cloak and Dagger』（1992年。アルバム『Natural』収録）
- Gaijin EntertainmentのゲームであるWarThunderのサウンドトラックアルバム『WarThender(Original Game Soundtrack)において「Cloak and dagger」という名前で収録

### 映画
- 外套と短剣（Cloak and Dagger、1946年） - スパイ映画。監督：フリッツ・ラング。主演：ゲイリー・クーパー。
- ビデオゲームを探せ!（原題：Cloak & Dagger、1984年）

### テレビ
- クローク&ダガー (テレビドラマ) - マーベル・コミックを原作とするアメリカ合衆国のテレビドラマ。マーベル・シネマティック・ユニバース作品。

### ラジオ
- Cloak and Dagger（1950年） - コリー・フォード（Corey Ford）とAlastair MacBainの本『Cloak and Dagger』の翻案。

### 小説
- 三好徹『外套と短剣』（1973年）（光文社カッパ・ノベルス→講談社文庫→廣済堂文庫）
- トム・クランシー他『Cloak and Dagger』 -「ネットフォース」シリーズ。

### 漫画
- クローク&ダガー（Cloak and Dagger） - マーベル・コミックのスーパーヒーロー・デュオ。

### ビデオゲーム
- Cloak & Dagger - 映画『ビデオゲームを探せ!』とのタイアップで発表されたアタリ社のアーケードゲーム。

## 格闘技の「外套と短剣」
歴史的なヨーロッパの格闘技（Historical European martial arts）において、「外套と短剣」という言葉は文字通りの意味、つまり、片手で短剣を、片手で外套を巧みに使うことを指す。外套の目的は、短剣の存在または動きを見えなくするため、剣を振り回すことから少しでも身を守るため、敵の武器の動きを制限するため、相手の気を散らすためである　（要は、盾の一種である）。外套と短剣の使用は、隠すことが不可能な剣やレイピアと対照的に、フェアとは見なされなかった。

ただし、護身術や暗殺術としては有用である事から、「外套と短剣」はパレア・ヒターナといったヨーロッパのナイフ術に見られるほか、南米のガウチョの武術にも見られる。ガウチョの場合はコートではなくポンチョを用いる。現代の護身術でも上着を防御に使うのは有用な方法とされている。